# المضبعه
المضبعه (به عربی: المضبعة) یک روستا در سوریه است که در حماه واقع شده‌است. المضبعه ۸۵۷ نفر جمعیت دارد.